# Kgalema Motlanthe
Kgalema Petrus Motlanthe (Alexandra, Transvaal, Unión Sudafricana; 19 de julio de 1949) es un político sudafricano, vicepresidente del partido político Congreso Nacional Africano y elegido presidente del país en septiembre de 2008 en sustitución del dimitente Thabo Mbeki.
Motlanthe fue activista estudiantil, sindicalista y antiguo soldado del brazo militar del Congreso Nacional Africano (CNA), UmKhonto we Sizwe.
En 1977 fue condenado a diez años de prisión y encarcelado en Robben Island junto a Nelson Mandela y Jacob Zuma, bajo el régimen racista del apartheid.
Tras su puesta en libertad, ejerció el cargo de secretario general del CNA en 1997, ocupando el puesto de vicepresidente a partir de 2007.
El 22 de septiembre de 2008 fue elegido para sustituir a Thabo Mbeki como presidente interino de Sudáfrica.